# Birger Wasenius
Birger Adolf Wasenius (7. prosince 1911 Helsinky – 2. ledna 1940 Lunkulansaari) byl finský rychlobruslař.
Mistrovství Evropy se poprvé zúčastnil v roce 1933, kdy na šampionátu ve Viipuri získal stříbrnou medaili. O rok později vybojoval tentýž cenný kov na Mistrovství světa. V roce 1935 si na kontinentálním šampionátu dobruslil pro bronzovou medaili, na tom světovém byl šestý. Úspěšnou sezónu prožil následně, nejprve si přivezl z Mistrovství světa stříbro a následně startoval na Zimních olympijských hrách. Na pětikilometrové a desetikilometrové distanci získal stříbrné medaile, na patnáctistovce vybojoval bronz a na trati 500 m se umístil na osmém místě. Další cenné kovy přidal v dalším roce, kdy byl třetí na Mistrovství Evropy a druhý na Mistrovství světa. Roku 1938 skončil na šampionátech v první desítce, avšak pod stupni vítězů. Svoji sportovní kariéru završil čtvrtým místem na Mistrovství Evropy 1939 a především ziskem zlaté medaile na domácím Mistrovství světa 1939 v Helsinkách.
Po vypuknutí zimní války narukoval jako záložník do armády, zemřel 2. ledna 1940 s dalšími devíti finskými vojáky v bojích na ostrově Lunkulansaari na Ladožském jezeře.